# کاری کن عاشقت بشم (ترانه)
«کاری کن عاشقت بشم» ترانه ای است که توسط خوانندهٔ اهل کره جنوبی، ته‌یان، ضبط شده‌است. این آهنگ به صورت دیجیتالی در ۵ آوریل ۲۰۱۷ توسط اس.ام. انترتینمنت منتشر شد. شعر این ترانه توسط چو یون‌یونگ سروده شده و موسیقی آن توسط متیو تیشلر، فلیشیا بارتون و آرون بنوارد ساخته شده‌است. این آهنگ عنوان ترانهٔ اصلی در نسخهٔ دیلاکس اولین آلبوم استودیویی ته‌یئون، که «صدای من» نام داشت، منتشر شد.

## مقبولیت
«کاری کن عاشقت بشم» پس از انتشار در رتبهٔ 4 فهرست دیجیتال گائون کره جنوبی قرار گرفت. علاوه بر این، این ترانه در جدول آهنگ‌های دیجیتال جهانی بیلبورد، در رتبهٔ ۱۱ قرار گرفت.

## پرسنل
اعتبارات از کتابچهٔ سی‌دی آلبوم صدای من (نسخهٔ دیلاکس) اقتباس شده‌است.
- شعر کره‌ای از چو یون‌کیونگ
- توسط متیو تاشلر، فلیشیا بارتون و آرون بنوارد ساخته شده‌است.
- تنظیم توسط متیو تیشلر، فلیشیا بارتون و آرون بنوارد
- آواز به کارگردانی جی-های
- پرو تولز توسط جی-های
- آواز پس‌زمینه توسط ته‌یئون، فیلیشیا بارتون
- ضبط شده توسط جانگ ایون کیونگ در استودیو اینگرید
- میکس توسط جانگ ایوی سوک
- مسترینگ توسط تام کوین در استرلینگ ساند